# (3217) Seidelmann
(3217) Seidelmann (1980 RK; 1958 TK1) ist ein Asteroid des inneren Hauptgürtels, der am 2. September 1980 vom US-amerikanischen Astronomen Edward L. G. Bowell am Lowell-Observatorium, Anderson Mesa Station (Anderson Mesa) in der Nähe von Flagstaff, Arizona (IAU-Code 688) entdeckt wurde.

## Benennung
(3217) Seidelmann wurde nach dem Astronomen Paul Kenneth Seidelmann (* 1937) benannt, der am United States Naval Observatory (IAU-Code 689) der Präsident des Büros für das astronomische Jahrbuch Nautical Almanac war. Er war Vizepräsident der 4. Kommission der Internationalen Astronomischen Union (Ephemeriden) und Sekretär der Abteilung für dynamische Astronomie der American Astronomical Society.